# Eliza de Qwghlm y d'Arcachon
Eliza de Qwghlm y d'Arcachon es uno de los personajes centrales del Ciclo Barroco del escritor estadounidense Neal Stephenson. 
Eliza nació a finales de la década de 1660 en Qwghlm, un pequeño reino ficticio situado en la costa noroeste de Gran Bretaña. Siendo apenas una adolescente, ella y su madre fueron capturadas por el barco del duque d'Arcachon (contra el que Eliza jura venganza) y separadas por vida. Eliza acabó en un harén turco, en el que fue educada en varios tipos de técnicas sexuales (incluyendo la estimulación de la próstata). En 1683 su harén era parte del contingente musulmán que ocupaba Viena. Durante la batalla entre los ocupantes musulmanes y el ejército cristiano, Jack Shaftoe la rescata, y juntos viajan por Alemania y Holanda. Durante estos viajes, se revela que Eliza posee una aptitud innata para los negocios, lo cual la lleva a establecerse en Ámsterdam, donde puede codearse con poderosos comerciantes y miembros de la aristocracia europea.
A finales de la década de 1680, Eliza se traslada a Versalles para servir como espía de Guillermo de Orange, en aquel entonces aspirante al trono de Inglaterra. En pago a este servicio, Guillermo de Orange le otorga el título de duquesa de Qwghlm. En Versalles, su fama crece poco a poco, hasta el punto en el que llega a alertar a los propios espías de Luis XIV. Uno de los criptoanalistas del Rey, Bonaventure Rosignol termina rompiendo el código que Eliza estaba usando para transmitir información. Sin embargo, al mismo tiempo, Eliza seduce a Rosignol, evitando así que éste la denuncie. De su relación nace un hijo ilegítimo, que Eliza bautiza como Jean Jacques (en honor a Jack Shaftoe y a otro de sus benefactores, el almirante francés Jean Bart). Cuando Jean Jacques es aún un bebé, es raptado por el barón Lothar von Hacklheber, quien lo cría bajo el nombre de Johann von Hacklheber. Eliza se revela así como un ancestro de Rudolph von Hacklheber, matemático alemán del siglo XX que juega un papel central en otra novela de Stephenson, Criptonomicón.
Años después, Jack Shaftoe consuma la venganza de Eliza al decapitar al duque d'Arcachon. Para evitar la acusación de los nobles franceses (dado que algunos sospechaban que había una relación entre Eliza y Jack), Eliza decide casarse con el hijo del duque, Etienne d'Arcachon, quien llevaba una temporada cortejándola. Este matrimonio le otorga su segundo duquesado (el de d'Archachon). Etienne y Eliza tienen dos hijos, aunque Eliza no ama a Etienne y mantiene numerosas aventuras con Bonaventure Rosignol, Bob Shaftoe (hermano de Jack) y otros hombres.
- Datos: Q5829641